# (4818) Elgar
(4818) Elgar ist ein Asteroid des Hauptgürtels, der am 1. März 1984 vom US-amerikanischen Astronomen Edward L. G. Bowell an der Anderson Mesa Station (IAU-Code 688) des Lowell-Observatoriums in Coconino County entdeckt wurde.
Der Asteroid wurde nach dem englischen Komponisten Sir Edward William Elgar benannt, dessen bekanntestes Werk „Pomp & Circumstance March No. 1“ zum festen Bestandteil der jährlichen Last Night of the Proms wurde.